# Ana Lucrecia Taglioretti
Ana Lucrecia Taglioretti (25 de diciembre de 1995-Asunción, Paraguay, 7 de enero de 2020) fue una violinista paraguaya invidente.

## Educación y carrera
Taglioretti estudió música desde los cinco años y empezó su formación estudiando piano. A los seis años integró el Coro del Sanatorio Internacional de Luque y en 2003 se sumó al proyecto de las orquestas infantojuveniles Sonidos de la Tierra. Ana Lucrecia dejó piano por el canto, luego tuvo que elegir entre el arpa, el violín y dejó el canto para especializarse en el violín.
En 2005 continuó sus estudios de violín en el Conservatorio Nacional de Música, y formó parte de una de las orquestas del Conservatorio Miranda. También integró el grupo Sonido Urbano junto a Jimena Ramírez y Rodrigo Espinosa, que tuvo a su cargo la apertura del concierto de las Harp Twins en el Centro Cultural Paraguayo Americano (CCPA).
En 2010 lanzó su primer trabajo discográfico con el apoyo de Amnistía Internacional, y en 2011 fue galardonada con el premio Líder Juvenil del Año. Taglioretti era integrante del Conjunto de Cámara de la Orquesta Sinfónica Nacional de Paraguay desde abril de 2014, fue invitada en varias ocasiones a participar en los maratones de Teletón Paraguay, al igual que eventos de ONU Paraguay y Global Infancia, y realizó presentaciones con artistas tales como Carlos Vives, Rolando Chaparro y Lizza Bogado. Ana Lucrecia participó en varios festivales tanto nacionales e internacionales.
El 23 de septiembre de 2019 Taglioretti participó en un festival solidario a beneficio de las familias del Chaco paraguayo afectadas por la sequía y los incendios forestales junto con otros músicos de Conjunto Cámara para recaudar vestimentas, alimentos no perecederos y todo lo que pudiera ser útil para los afectados por los incendios.
Lucre - el apócope con el que la conocieron muchos - al violín desarrolló un tono y una afinación impecables que la hacen inconfundible en el material que ha dejado grabado. Al margen de su trabajo sinfónico, fue intérprete activa del folclore paraguayo, en el que su aporte ha dejado marcada la presencia del violín en un mundo sonoro caracterizado por el arpa, la guitarra y el requinto. La limpieza de su tono, su facilidad en las dobles cuerdas, la perfección de su afinación y su economía con el vibrato han motivado que se la compare con Fritz Kreisler.

## Muerte
Ana Lucrecia fue hallada muerta el 9 de enero de 2020 en el apartamento en el que vivía, por una vecina quien estaba preocupada porque la violinista no salía de su casa hace un buen tiempo. Su cadáver fue llevado a la morgue de la unidad judicial para la investigación forense de la causa del fallecimiento. Tanto la Secretaría Nacional de Cultura de Paraguay como  la Orquesta Sinfónica Nacional rindieron homenaje a la violinista, lamentaron su muerte y dieron su pésame a la familia.
El lugar se encontraba en orden y sin rastros de pelea. Se estima que el cuerpo llevaba 48 horas antes de ser encontrado. La fiscalía que investiga el hallazgo del cuerpo informó que la autopsia descarta una muerte violenta, declarando que el cadáver no presentaba ningún signo de violencia, por lo que hay indicios de que la causa de la muerte haya sido natural. La representante del Ministerio Público explicó que se esperaban nuevos estudios forenses. No se descarta el infarto como posible causa de deceso, debido a los antecedentes de esta dolencia en la familia de Lucrecia.

## Vida personal
La artista vivía en un departamento ubicado en la calle Piribebuy, entre Chile y Alberdi, en Asunción.